# 李汝珪
李汝珪（1563年—1588年），字元錫，號瑞臺，江西南昌府南昌縣人，民籍，明朝政治人物。

## 生平
万历十三年（1585年）乙酉科江西鄉試十八名，萬曆十四年（1586年）丙戌科會試一百六十名，登三甲第二十三名。刑部观政，本年六月任河南河南府推官。十六年六月卒于官。

## 家族
曾祖李大會，曾任生員；祖父李沃，曾任生員；父李美，曾任廩生。母鄭氏。重庆下。弟汝睦（增广生）、汝封、汝對。